# Gilberto Jiménez
Gilberto Raúl Jiménez Narváez (ur. 4 lutego 1973 w mieście Meksyk) – meksykański piłkarz występujący na pozycji lewego obrońcy, w późniejszym czasie trener.

## Kariera klubowa
Jiménez jest wychowankiem zespołu Puebla FC, w barwach którego zadebiutował w meksykańskiej Primera División – 5 stycznia 1992 w zremisowanym 1:1 spotkaniu z Querétaro. Już w swoim premierowym sezonie – 1991/1992 – odniósł jedyny sukces z drużyną Puebli, którym było wicemistrzostwo Meksyku. Pierwszego gola w najwyższej klasie rozgrywkowej strzelił natomiast 26 stycznia 1994 w wygranej 2:0 konfrontacji z Universidadem de Guadalajara i od tamtego czasu regularnie pojawiał się w wyjściowej jedenastce ekipy. W lipcu 1997 odszedł na półtora roku do stołecznego Atlante FC, z którym nie odnotował większych osiągnięć, a w późniejszym czasie powrócił do Puebli, gdzie w roli kluczowego piłkarza pierwszego składu spędził kolejne 3,5 roku.
Latem 2002 Jiménez zasilił stołeczny klub Cruz Azul, którego zawodnikiem pozostawał przez rok, po czym po raz trzeci już w karierze powrócił do Puebli. Po sezonie 2003/2004 podpisał umowę z urugwajskim Nacionalem z siedzibą w mieście Montevideo, gdzie grał przez sześć miesięcy, osiągając wicemistrzostwo kraju. Profesjonalną karierę zakończył w wieku 32 lat, będąc podstawowym zawodnikiem Deportivo Toluca. W późniejszym czasie pełnił rolę asystenta trenera Mario Carrillo w drużynach Tigres UANL i Puebli.

## Kariera reprezentacyjna
W seniorskiej reprezentacji Meksyku Jiménez zadebiutował 5 lutego 1997 w wygranym 3:1 meczu towarzyskim z Ekwadorem. W tym samym roku został powołany przez selekcjonera Manuela Lapuente na turniej Copa América, gdzie wystąpił w jednym spotkaniu, natomiast jego kadra narodowa zajęła trzecie miejsce w rozgrywkach. Swój bilans reprezentacyjny zamknął ostatecznie na trzech rozegranych meczach bez zdobytej bramki.